# Kırşehir (stad)
Kırşehir, voorheen Macissus (ook wel bekend als Mocissus of Mokissus) en Justinianopolis, is een stad in Turkije met een inwonersaantal van 125.807.
Het is de hoofdstad van de gelijknamige provincie Kırşehir en district Kırşehir.

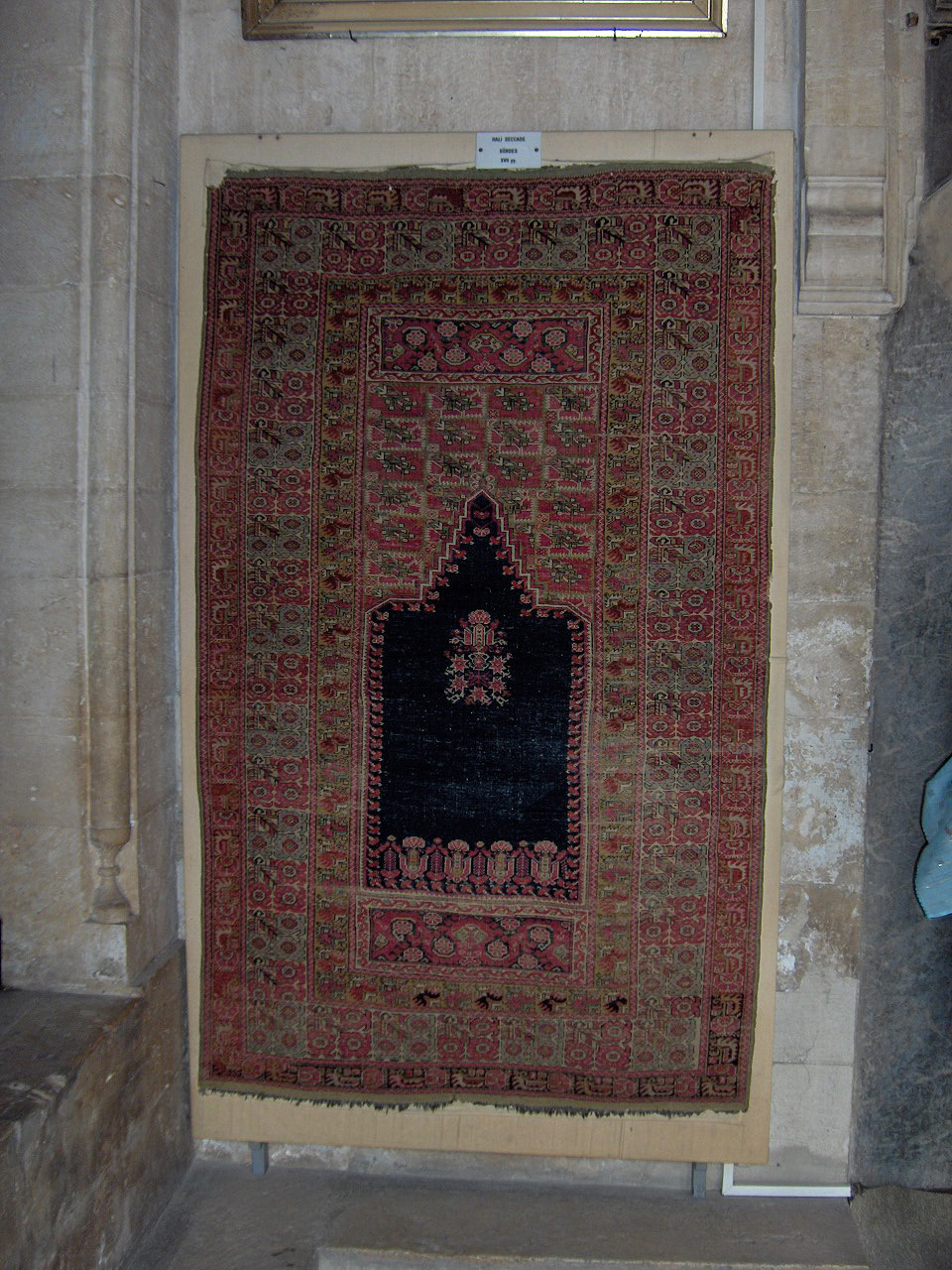
Zeldzaam oud gebedstapijt uit Kırşehir
Mausoleum van Jalal ad-Din Rumi in Konya, Turkije

## Geschiedenis
De geschiedenis van Kırşehir dateert terug tot de Hettieten. De regio van Kırşehir stond toen bekend als land van de "Ahiyuva". Tijdens de tijd van de Romeinen en de Byzantijnen werd de regio Cappadocië genoemd. De Romeinen noemden de stad Macissus. Nadat de stad was herbouwd door de Byzantijnse heerser Justinianus (527-565), werd ze Justinianopolis genoemd. Deze naam bleef bestaan tot het einde van de Byzantijnse overheersing. De Turken veroverden de stad in 1071 en veranderden haar naam in de huidige naam Kırşehir. In het Turks, betekent "Kır Şehir" "Steppestad". Het werd de hoofdstad van een 'sanjak' van de Ottomaanse vilayet van Angora, die 8000 inwoners herbergde. De meesten van hen waren moslims.
In de 19e eeuw werd Kırşehir aangevallen door de 'sanjak van Ankara'. In het jaar 1921 werd Kırşehir hoofdstad van de gelijknamige provincie Kırşehir. Kemal Atatürk bezocht de stad in 1921 en 1931.
Kirsehir werd een provincie in 1924. Op 30 mei 1954 werd het een district van Nevşehir. Later werd de stad Kırşehir verdeeld tussen de provincies Ankara, Yozgat and Nevşehir. In 1957 werd Kırşehir opnieuw een provincie.

## Ahi Broederschap
Het oude Kırşehir werd in de middeleeuwen het centrum van de Ahi-broederschap genoemd. De morele en sociale idealen van deze moslimsekte speelden een belangrijke rol in het spirituele en politieke leven in de Anatolische steden. Tot de vele Seltsjoek bouwwerken in Kırşehir behoren onder andere de Cacabey moskee uit 1272 (een voormalig astrologisch observatorium), de Alaeddin-moskee uit 1230 en de Ahi Evran moskee, die gelegen is nabij de tombe van stichter van de Ahi-sekte. Buiten het centrum, langs de weg richting Kayseri, ligt het aantrekkelijke Aşik paşa mausoleum dat in 1333 tijdens de Mongoolse overheersing werd gebouwd. In het Kırşehir Archeologisch museum zijn vooral voorwerpen uit Kalehöyük ondergebracht.
In de omgeving van Kaman, in de provincie Kırşehir, vinden in het belangrijke opgravingsgebied Kalehöyük nog steeds opgravingen plaats. In de directe omgeving van Kalehöyük, in een centrum van Hattische en Hettitische nederzettingen, is meteen ook ’s lands meest uitgestrekte park Mikasonmiya Anı Bahçesi te vinden. Het park bestaat uit circa 16.500 bomen van 33 soorten.

## Bezienswaardigheden
De belangrijke bezienswaardigheden in Kırşehir zijn:
- Cacabey-moskee
- Ahi Evran-moskee
- Çağatay Medresesi
- Thermische baden

## Geboren in Kırşehir
- Hamit Karakus (1965), Turks-Nederlands politicus (PvdA)
- Nilgün Yerli (1969), Turks-Nederlands schrijfster, columniste en cabaretière
- Ahmet Altın (1985), voetballer

## Klimaat
Kırşehir heeft een typisch landklimaat. De winters zijn koud en het sneeuwt regelmatig. In de zomer is het warm en droog. Volgens de maatstaf van Thorntwait heeft Kırşehir een half droog landklimaat. De gemiddelde jaarlijkse temperatuur in de stad is 1.3 °C en de gemiddelde neerslag is minder dan 400 mm.
In de stad Kırşehir is de jaarlijkse gemiddelde temperatuur 11,3 °C.

### Neerslag
| maanden | jan | febr | mrt | apr | mei | juni | juli | aug | sept | okt | nov | dec |
| ------- | --- | ---- | --- | --- | --- | ---- | ---- | --- | ---- | --- | --- | --- |
| mm      | 50  | 38   | 39  | 40  | 45  | 34   | 6    | 4   | 11   | 24  | 36  | 50  |

## Voetbalclub
Yeni Kırşehirspor
- Library of Congress Control Number: n88118564
- Nationale Bibliotheek van Israël: 987007567206505171
- Virtual International Authority File: 130290119
- WorldCat: E39PBJpDJFKwdYK6tfwwXxBXVC